# Epibryon diaphanum
Epibryon diaphanum är en svampart som beskrevs av Döbbeler 1979. Epibryon diaphanum ingår i släktet Epibryon och familjen Pseudoperisporiaceae.  Arten är reproducerande i Sverige. Inga underarter finns listade i Catalogue of Life.